# Dialeurodicus maculatus
Dialeurodicus maculatus là một loài côn trùng cánh nửa trong họ Aleyrodidae, phân họ Aleurodicinae.
Dialeurodicus maculatus được Bondar miêu tả khoa học đầu tiên năm 1928.